# ورم غضروفي خارج هيكلي

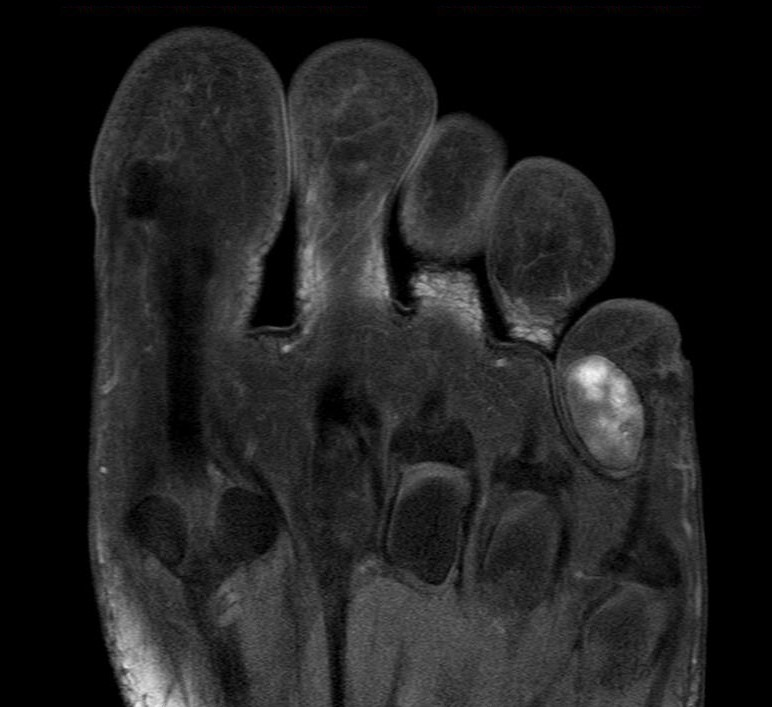
ورم غضروفي في الجزء اللين لخنصر القدم

ورم غضروفي خارج هيكلي (بالإنجليزية: Extraskeletal chondroma)‏ ويُسمى أيضًا بالورم الغضروفي للجزء اللين، هي حالة جلدية، وهي عبارة عن وَرم حميد نادر في الغضروف الناضج.